# اسکاینتلا
اسکاینتلا (به اسپانیایی: Escuintla) یک منطقهٔ مسکونی در گواتمالا است که در بخش اسکوینتلا واقع شده‌است. اسکاینتلا ۳۳۲ کیلومتر مربع مساحت و ۱۱۹٬۸۹۷ نفر جمعیت دارد و ۳۵۵ متر بالاتر از سطح دریا واقع شده‌است.